# Декарис, Альбер
Альбер Декарис (фр. Albert Decaris; 6 мая 1901 года, Соттевиль-ле-Руан департамента Сена Приморская региона Верхняя Нормандия, Франция — 1 января 1988 года, Париж) — французский художник и график, президент Академии изящных искусств, автор большого количества почтовых марок Франции, Монако, Алжира, Туниса и некоторых других стран-франкофонов, в основном выполненных металлографией.

## Биография
Альбер Декарис учился рисованию сначала в школе Этьен (École Estienne), а затем в парижской Школе изящных искусств. В 1919 году в восемнадцатилетнем возрасте Альбер завоевал на конкурсе в Риме первую премию за свои графические работы. Работал книжным иллюстратором, а также в области монументальной живописи. Декарис — создатель фресок в Париже, Везуле и Межёве.
В 1943 году Альбер Декарис становится академиком Академии изящных искусств, а в 1960 году избирается её президентом. Иллюстрированная художником «Илиада» Гомера в 1953 году отмечается обществом «Les Bibliophiles de France». В 1962 году Альберу Декарису присваивается почётное звание официального художника военно-морских сил Франции вместе с соответствующим чином офицера флота. Гравёр большого таланта, он первым стал создавать гравюры крупных размеров, вдохновляясь работами классических художников.
В июне 1981 года в парижском Музее почты была организована представительная персональная выставка крупноформатных гравюр художника. Некоторые из них достигают почти метра в ширину, и такие произведения очень трудно сделать как на стадии гравирования (когда требуется смотреть в зеркало), так и в процессе печати. Художник имел неподражаемый стиль рисования, особенно впечатляет, как он рисовал лица.

## Вклад в филателию

### Создание марок
А. Декарис на протяжении многих лет сотрудничал с почтовым ведомством Франции (La Poste). Его первый графический экземпляр почтовой марки — «Пакетбот „Нормандия“» (Le paquebot Normandie) — был сделан по личной просьбе министра почт в 1935 году. Всего же Альбером Декарисом за период с 1935 по 1985 год было создано от 500 до 600 сюжетных почтовых марок Франции, французских колоний и французских заморских территорий, из которых 174 были почтовыми марками для собственно метрополии (Франции). Помимо этого, Декарис подготовил ряд конвертов первого дня и других филателистических сувениров.
Наиболее известными марками авторства художника стали стандартные серии 1960 («Марианна») и 1962 («Галльский петух») годов. Позже они получили собственные неофициальные филателистические имена — «Марианна Декариса» (Marianne de Decaris) и «Галльский петух Декариса» (Coq gaulois de Decaris).
Последнюю свою почтовую марку Альбер Декарис сделал в 1985 году. Она называлась «Франция — своим мёртвым» ("La France à ses Morts"). Всего художник стал автором 180 французских марок, сюжетных и стандартных.

### Скандалы и курьёзы

#### Суд в Сааре
Альбер Декарис был автором серии стандартных марок для французского протектората Саар, которая вышла 1 апреля 1948 года. С ней связана скандальная история, закончившаяся судебным разбирательством. На шести миниатюрах серии художник изобразил рабочего, крестьянку и шахтёра (Mi #242—247). Прототипами для рисунков послужили фотографии, сделанные в Ё1947 году фоторепортёром Ильзой Штейнхоф (нем. Ilse Steinhoff) и опубликованные в саарской еженедельной газете «ILLUS». Однако вскоре марки Декариса вызвали протест со стороны шахтёра Йозефа Хольца (Josef Holz) и его дочери Алины (Alina Holz) из местечка Хасборна (ныне Hasborn-Dautweiler), которые узнали на марках самих себя.
Поскольку работа была сделана без их согласия, отец и дочь подали в суд иск фоторепортёру с требованием возмещения «морального ущерба». Ильза Штейнхоф перенаправила эту претензию в суд вместе с собственным иском почтовому ведомству, при этом указав, что марки Декариса являются нарушением авторского права (плагиатом).
Рассмотрение этого дела в суде было длительным, но почтовому ведомству в итоге пришлось признать правомерность выдвинутых обвинений и выплатить истцам определённую судом сумму денег. Во французских каталогах почтовых марок с этого времени для саарского выпуска 1948 года указываются имена изображённых на марках лиц: «Йозеф Хольц, рабочий», «Алина Хольц, крестьянка», «Йозеф Хольц, шахтёр». В дальнейшем Декарис больше не привлекался к подготовке марок для Саара.
- Часть серии марок Саара с рисунками рабочего, крестьянки и шахтёра работы А. Декариса (1948), которые стали предметом судебного разбирательства

#### Ошибка с Наполеоном
В ноябре 1972 года Декарис оказался причастен к другому курьёзному случаю, когда работал над французской маркой в честь итальянского похода Наполеона Бонапарта в 1796 году. По назначению Исполнительной Директории тридцатилетний генерал Бонапарт стал командующим армией и выступил с ней в поход против австрийцев. Художник решил изобразить Наполеона во время битвы при Арколе, когда в критический момент боя полководец со знаменем в руках бесстрашно бросился на штурм Аркольского моста.
Нестыковка на рисунке марки заключалась в том, что, по версии художника, Бонапарт нёс трёхцветный французский флаг. Однако доподлинно известно, что будущий император воспользовался боевым знаменем 5-го пехотного полка — белым, с позолоченными ликторскими пучками в центре и с четырьмя синими и красными ромбами по углам. Тем не менее почтовая миниатюра Декариса поступила в продажу и обращение, нарушая установленный факт в истории Франции.
| Изображение знамени Наполеона в бою при Арколе на картинах других художников                     | Изображение знамени Наполеона в бою при Арколе на картинах других художников |
| ------------------------------------------------------------------------------------------------ | ---------------------------------------------------------------------------- |
|                                                                                                  |                                                                              |
| Антуан-Жан Гро. Наполеон со знаменем в руках, возглавляющий атаку на Аркольский мост (1796—1797) | Орас Верне. Наполеон на Аркольском мосту (1826)                              |

## Память
В ознаменование 100-летия со дня рождения знаменитого французского художника и автора почтовых миниатюр в 2001 году выходила юбилейная марка Франции (Sc #2841).
В 2008 году, в год двадцатилетия со дня смерти А. Декариса, в серии «Лица Пятой республики» (Les visages de la Vème République) были выпущены две французские марки, запечатлевшие его «Марианну» и «Галльского петуха». Интересно, что из 12 миниатюр серии одиннадцать представляли собой женские головки или фигурки аллегорий Франции, и лишь «Петух Декариса» был удостоен чести попасть в этот ряд наиболее известных французских национальных символов.